# 1919 års regeringsform

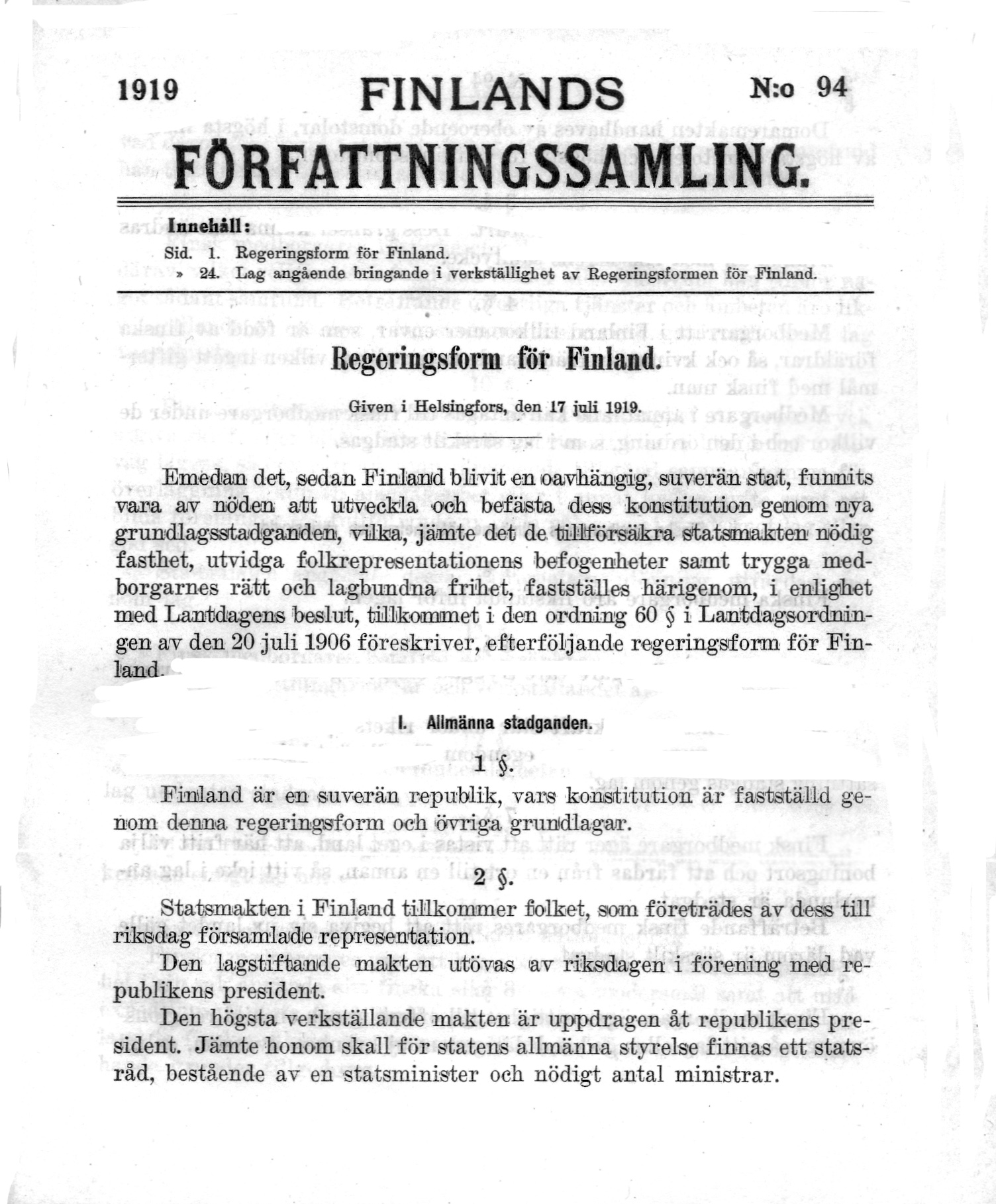
Första sidan av regeringsformen i Finlands författningssamling nr. 94/1919.

Regeringsformen (FFS 94/1919), som trädde i kraft den 17 juli 1919, var det självständiga Finlands första egna grundlag. Den ersatte den gamla gustavianska regeringsformen från 1772, med sitt tillägg från 1789, Förenings- och säkerhetsakten. Den ersattes i sin tur år 2000 av Finlands grundlag.

## Bakgrund
Tiden från ryska revolutionen och Finlands självständighetsförklaring den 6 december 1917 fram tills regeringsformen slutgiltigt fastslagits var turbulent. Finska inbördeskriget bröt ut i januari 1918 och efter inbördeskriget hade nästan hälften av riksdagsledamöterna flytt eller fängslats. Nyval ordnades våren 1919.
Då Finland blev självständigt hade det varit klart att landet skulle bli en republik, men efter inbördeskriget hade de monarkistiska krafterna majoritet i riksdagen. Motiven bland monarkisterna var olika och delvis motstridiga, till exempel vad gällde språkfrågan, men behovet av dels en enande kraft och dels av att knyta landet till Tyskland, som skydd mot Ryssland, var starkare nu än före inbördeskriget. Ett förslag till monarkistisk regeringsform, baserat på det republikanska förslaget som utarbetats före inbördeskriget, godkändes av riksdagen, men lämnades i brist på tillräcklig kvalificerad majoritet vilande över nyval. Monarkisterna nöjde sig inte med detta, utan valde Fredrik Karl av Hessen till kung i enlighet med den gustavianska regeringsformen. Efter att Tyskland förlorat i första världskriget avböjde den tilltänkte kungen och projektet förföll.
Efter valet 1919 var monarkisterna i klar minoritet i riksdagen. Ett nytt förslag till regeringsform utarbetades, men också detta lämnades i brist på tillräcklig kvalificerad majoritet vilande över nyval, det vill säga till efter 1922. Ett fjärde förslag fick dock tillräckligt stöd och kunde godkännas slutgiltigt. Förslaget stadfästes av riksföreståndaren Gustaf Mannerheim den 17 juli 1919.

## Regeringsformen
1919 års regeringsform var parlamentaristisk och följde maktdelningsprincipen. Den slog fast att makten i Finland tillkommer folket representerat av riksdagen. Presidenten fick en mycket stark roll, med rätt att utse regering och flera höga tjänstemän, upplösa riksdagen och vägra stadfästa lagförslag (varvid de måste godkännas en andra gång). Också utrikespolitiken var i första hand i händerna på presidenten.

## Regeringsformer i Finland
I Finland stiftades 1919, två år efter Finlands självständighet 1917, en ny regeringsform: 1919 års regeringsform, liksom strax därefter en ny riksdagsordning. Den nya regeringsformen ersatte då 1772 års regeringsform, som dittills gällt i Finland. 1919 års regeringsform ersattes år 2000, tillsammans med riksdagsordningen och två andra grundlagar, med en ny grundlag: Finlands grundlag.